# WatchOS 11
watchOS 11 est le 11e système d'exploitation de l'Apple Watch. Il est développé par Apple. Comme toutes les autres versions de watchOS, ce système d’exploitation est basé sur iOS, ici iOS 18. watchOS 11 a été présenté par David Clark lors de la WWDC 24, le 10 juin 2024 à l'Apple Park, en Californie. Le système d'exploitation est disponible pour le grand public le 16 septembre 2024.

## Interface
Pour la onzième version de son système sur Apple Watch, Apple est resté dans la continuité de l’aspect et de l’ergonomie de watchOS 10, en y apportant quelques modifications comme la personnalisation du défilement intelligent.

## Boutons physiques
Sur les Apple Watch Ultra, le bouton Action a de nouveaux raccourcis : Mémo vocal, Traduire, Accessibilité et Reconnaître la musique.

## Fonctionnalités

### Apple Plans
L'application propose des itinéraires pour réaliser des randonnées dans tous les parcs nationaux des États‑Unis. Les itinéraires peuvent être enregistrés sur l'Apple Watch en mode hors ligne.

### Cadran
Avec watchOS 11, le cadran Photos a été revu avec plusieurs options de personnalisation comme le style de l'affichage de l'heure et la couleur de celle-ci.
Dans la première version bêta de watchOS 11, le cadran Siri a été supprimé pour laisser place au cadran « Pile intelligente ».

### Application Exercice
L'application Exercice intègre le calcul de la charge d’entraînement. Cela permet d'évaluer l'impacte de l’intensité et de la durée des entraînements sur le corps de utilisateur.

### Suivi du sommeil
La fonctionnalité de suivi du sommeil de l'Apple Watch s'active automatiquement avec watchOS 11.

### Application Traduire
L'application Traduire disponible sur iPhone depuis iOS 14 devient disponible sur Apple Watch. Il est possible de télécharger des langues directement sur la montre pour disposer de l'application en mode hors ligne.

## Compatibilité
watchOS 11 est compatible avec les appareils suivants :
- Apple Watch Series 6
- Apple Watch Series 7
- Apple Watch Series 8
- Apple Watch Series 9
- Apple Watch Series 10
- Apple Watch Ultra
- Apple Watch Ultra 2
- Apple Watch SE (2e génération)